# جو روجرز (رجل أعمال)
جو روجرز (بالإنجليزية: Joe Rogers, Sr.)‏ هو شخصية أعمال أمريكي، ولد في 30 نوفمبر 1919 في جاكسون في الولايات المتحدة، وتوفي في 3 مارس 2017 في أتلانتا في الولايات المتحدة.